# Jack Pickford

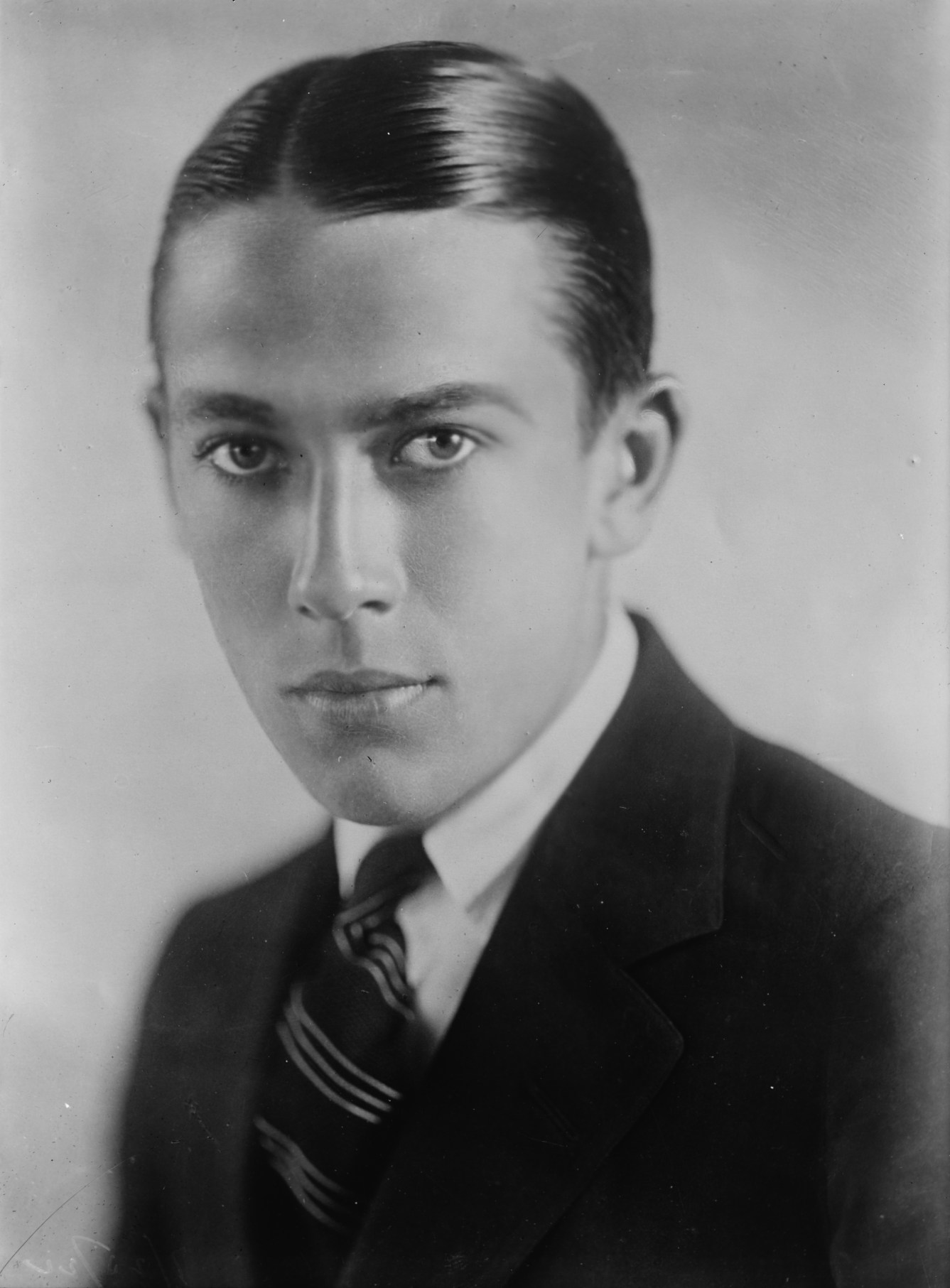
Jack Pickford

Jack Pickford, geboren John Charles Smith, Jr., (* 18. August 1896 in Toronto, Kanada; † 3. Januar 1933 in Paris, Frankreich) war ein kanadischer Schauspieler. Er war ein Bruder des Stummfilmstars Mary Pickford und der ebenfalls als Schauspielerin tätigen Lottie Pickford.

## Karriere
Jack Pickford folgte seiner älteren Schwester Mary Pickford schon in Kindertagen auf die Bühne. 1910 besorgte seine  Schwester ihm einen Vertrag bei der Filmgesellschaft Biograph. In den folgenden Jahren spielte er mehrfach, häufig auch an der Seite von Mary, in Kurzfilmen von bekannten Regisseuren wie David Wark Griffith und Mack Sennett. Der große Durchbruch blieb allerdings zunächst aus.

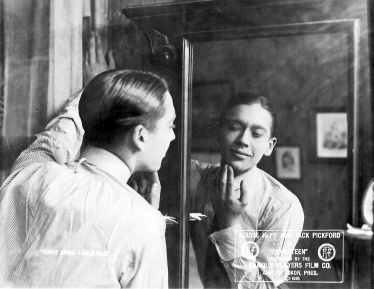
Jack Pickford in dem Film Seventeen (1916)

1917 handelte Mary Pickford im Zuge ihres millionenschweren Vertrags mit First National auch einen lukrativen Kontrakt für ihren Bruder aus. In der Folgezeit avancierte Jack durch die Darstellung etwas naiver, aber liebenswerter junger Männer in einer Reihe von Komödien zu einem Star. Er verkörperte Mark Twains Tom Sawyer in dem Film Tom Sawyer aus dem Jahr 1917 sowie in der Fortsetzung Tom and Huck aus dem Folgejahr. Ebenfalls 1917 spielte er die Hauptrolle in einer Verfilmung von Große Erwartungen von Charles Dickens. Ein großer Erfolg war Waking Up the Town von 1925, in dem einige haarsträubende Stunts mit einem Bären zu sehen sind. Im selben Jahr hatte er neben Constance Bennett in The Goose Woman unter der Regie von Clarence Brown seinen letzten großen Erfolg.
Pickford versuchte sich mitunter auch als Filmproduzent und Regisseur. Bei den Mary-Pickford-Filmen Der kleine Lord und Through the Back Door, beide aus dem Jahr 1921, fungierte er als Co-Regisseur von Alfred E. Green.
Eine Alkoholsucht verhinderte, dass Jack Pickford den Sprung in den Tonfilm Ende der 1920er-Jahre schaffte, und so zog er sich bereits einige Zeit vor seinem Tod vollständig aus dem Showgeschäft zurück.

## Privatleben
Jack Pickford hatte den Ruf eines Playboys und war 1920 in den spektakulären Tod seiner Frau verwickelt, des Stummfilmstars Olive Thomas, bei dem Drogenmissbrauch und Alkoholexzesse eine nicht unwesentliche Rolle gespielt haben sollen. Das Paar hatte sich 1916 kennengelernt und durchlebte seit seiner Heirat eine turbulente Ehe. Jack Pickford heiratete noch zweimal. Beide Ehefrauen, darunter die Tänzerin Marilyn Miller, waren ebenfalls Ziegfeld-Girls. Am 3. Januar 1933 starb Jack Pickford im Alter von 36 Jahren im American Hospital in Paris. Als Todesursache wurde fortschreitende Neuritis der zentralen Hirnnerven angegeben, wobei seine Alkoholsucht und eine Syphilis offenbar auch zu seinem frühen Tod beitrugen.
Mary Pickford organisierte die Überführung seiner sterblichen Überreste zurück in die Vereinigten Staaten, wo er im Familiengrab der Pickfords im Forest Lawn Memorial Park Cemetery in Glendale beigesetzt wurde.
Heute erinnert ein Stern auf dem Hollywood Walk of Fame an der 1523 Vine Street an Jack Pickford.

## Filmografie (Auswahl)
- 1909: His Duty
- 1910: Rose o' Salem Town
- 1910: The Oath and the Man
- 1910: Ramona
- 1911: His Trust Fulfilled
- 1912: The New York Hat
- 1912: The Massacre
- 1912: A Dash Through the Clouds
- 1912: The Musketeers of Pig Alley
- 1912: The Painted Lady
- 1914: Home, Sweet Home
- 1915: Die Geburt einer Nation (The Birth of a Nation, Cameo-Auftritt)
- 1915: Fanchon, the Cricket
- 1916: Seventeen
- 1916: Poor Little Peppina
- 1917: The Spirit of '17
- 1917: Great Expectations
- 1917: Tom Sawyer
- 1918: Huck and Tom
- 1919: Burglar by Proxy (auch Produzent)
- 1920: The Little Shepherd of Kingdom Come
- 1920: A Double-Dyed Deceiver
- 1921: Die kleine Mutter (Through the Back Door, Co-Regie)
- 1921: Der kleine Lord (Little Lord Fauntleroy, Co-Regie)
- 1923: Garrison’s Finish (auch Produzent)
- 1923: Hollywood
- 1925: Waking Up the Town
- 1925: The Goose Woman
- 1926: Das Rätsel der Fledermaus (The Bat)
- 1926: Brown of Harvard
- 1926: Exit Smiling
- 1928: Gang War
- 1930: All Square (Kurzfilm)